# Marosa di Giorgio
Marosa di Giorgio (Salto, 1932 - Montevideo, 2004) fou una poetessa uruguaiana. També va cultivar la novel·la en els seus tres últims llibres. Els seus avantpassats eren italians i bascos. És considerada com una de les escriptores més particulars d'Amèrica Llatina. La seva obra, que és una exaltació a la naturalesa, també utilitza elements mitològics.

## Obra
- Poemas (1954)
- Humo (1955)
- Druida (1959)
- Historial de las violetas (1965)
- Magnolia (1968)
- La guerra de los huertos (1971)
- Está en llamas el jardín natal (1975)
- Papeles Salvajes (récopilation)
- Clavel y tenebrario (1979)
- La liebre de marzo (1981)
- Mesa de esmeralda (1985)
- La falena (1989)
- Membrillo de Lusana (1989)
- Misales (1993)
- Camino de las pedrerías (1997)
- Reina Amelia (1999)
- Diamelas de Clementina Médici (2000)